# Laysan-Ralle
Die Laysan-Ralle (Zapornia palmeri, Syn.: Porzana palmeri), auch Laysansumpfhuhn genannt, ist ein ausgestorbener flugunfähiger Vogel von der Insel Laysan, die zur Gruppe der Nordwestlichen Hawaii-Inseln gehört.

## Aussehen und Körperbau
Die flugunfähige Ralle war 15 cm lang und hatte sehr kleine abgerundete Flügel. Während flugfähige Rallenvögel meist elf Handschwingen haben, hatte die Laysan-Ralle (Zapornia palmeri) nur acht. Die achte war etwa so lang wie die erste.

## Lebensweise
Die Laysan-Ralle fraß hauptsächlich Insekten und Vogeleier, außerdem Aas, seltener Grünpflanzen und Samen. Die Insekten fingen sie oft mit dem Schnabel aus der Luft.
Sie waren sehr lebhaft und sprangen oft auf den Tisch, um dort nach Fleischstücken zu suchen. Aus Löchern, die 1,50 m tief waren, kamen sie aber nicht mehr heraus.
Die Ralle war extrem neugierig und zahm. Sie hatte auf der Insel keine ernstzunehmenden natürlichen Feinde. Palmer schrieb damals, dass er sie fing, indem er sein Netz auf dem Boden ausbreitete, mit dem Ergebnis, dass die Vögel sofort ankamen und nachschauten, was das ist. Noch seltsamer klingt für unsere Ohren, dass eine Ralle zu ihrem Nest zurückkehrte während ein Fotograf in 60 cm Entfernung seinen Apparat einstellte um das Nest zu fotografieren. Der Fotograf nahm die Ralle vom Nest, doch sie kehrte zweimal beinahe sofort zurück in das Nest.

## Fortpflanzung

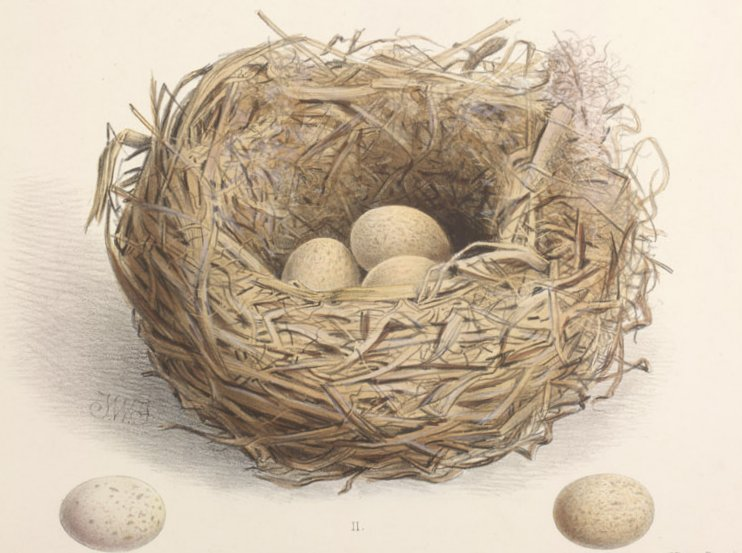
Nest mit Eiern

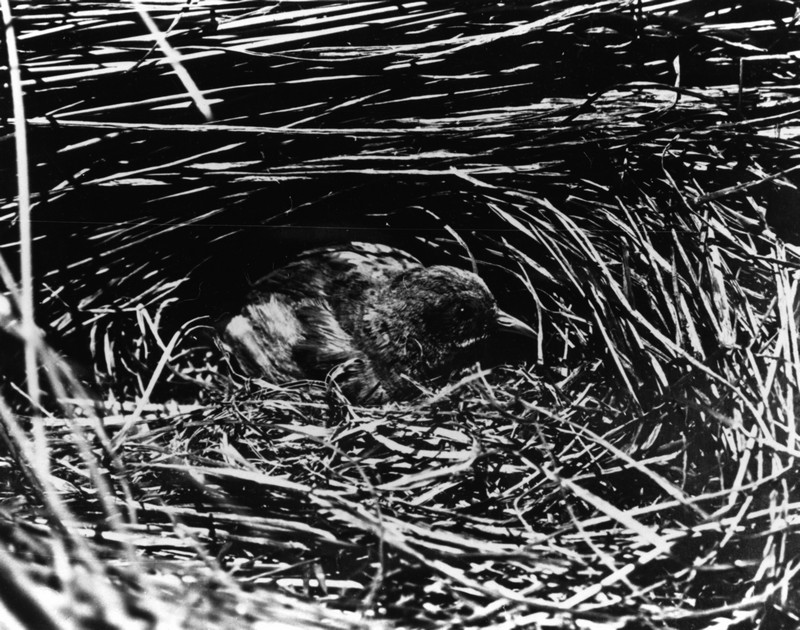
Laysanralle auf dem Nest

Das Nest der Laysanrallen war unter dicken Grasbüscheln gebaut. Es war ein flacher Napf, doch achtete die Ralle darauf, dass das Nest gut unter Grasbüscheln oder im Gebüsch versteckt war und baute notfalls selbst eine bessere Tarnung für ihr Nest. Sie achtete auch darauf, dass der Zugang zum Nest nicht gerade war, offensichtlich, um sich vor Nesträubern zu schützen. Die Eier waren 3,1 × 2,1 cm groß und wurden von Mai bis Juni bebrütet. Während Rallenarten vom Festland oft sechs bis zehn Eier legen, bestand das Gelege der Laysanralle aus nur durchschnittlich drei Eiern.
Die schwarz bedunten gelbschnäbeligen Jungen schlüpften im Juni. Sie lernten schnell, sich selbst zu versorgen und konnten innerhalb von fünf Tagen so flink rennen wie die Eltern. In der Population in Midway schlüpften die Küken im März, die ganze Entwicklung dürfte dort also drei Monate früher abgelaufen sein.

## Aussterben
Die Ralle wurde zuerst von der Mannschaft der Moller beobachtet, die die Insel 1828 besuchte. Sie waren auf Laysan 1891 ziemlich häufig anzutreffen, sie hatten eine Population von etwa 2.000 Stück und es wurden einige Exemplare von Rothschild gefangen. 1892 wurde die Art benannt.
Ursprünglich war die Laysanralle auf die etwa 5 km² große Insel Laysan beschränkt. Anfang des 20. Jahrhunderts wurde sie auf den Midwayinseln erfolgreich angesiedelt.
Die nächsten 30 Jahre überlebte die Ralle auf Laysan, obwohl in dieser Zeit 15 Jahre lang Guano abgebaut wurde. Dann jedoch führte das Freilassen von Kaninchen durch die Arbeiter dazu, dass fast die gesamte Vegetation der Insel abgefressen und vernichtet wurde. Das führte teils durch Nahrungsmangel, teils durch zu wenig Deckung vor Raubvögeln zum Verschwinden dreier Landvogelarten: der Laysan-Rasse des Südseerohrsängers (auch Laysan-Rohrsänger genannt) (Acrocephalus familiaris familiaris), der Laysan-Apapane (Himatione sanguinea freethi (fraithii)) und der Laysan-Ralle. 1923 wurde der größte Teil der Kaninchen ausgerottet, der Rest starb durch natürliche Ursachen aus.
Eine Rückansiedlung, die im selben Jahr mit Vögeln von den Midwayinseln versucht wurde, gelang nicht. Dann starben die Rallen durch Ratten und Vernichtung des Buschwerks auch auf den Midwayinseln aus.

## Herkunft
Der nächste Verwandte der Ralle ist das Zwergsumpfhuhn (Zapornia pusilla).
Die Laysanralle wurde wahrscheinlich in weniger als 125.000 Jahren zu einem flugunfähigen Vogel.